# Dicolpus bicolor
Dicolpus bicolor är en insektsart som beskrevs av František Klapálek 1906. Dicolpus bicolor ingår i släktet Dicolpus och familjen fjärilsländor. Inga underarter finns listade i Catalogue of Life.